# Alfred Schmidt (Politiker, 1908)
Alfred Schmidt (* 3. Juni 1908 in Charlottenburg bei Berlin; † 24. Oktober 1978 in Berlin) war ein deutscher Politiker (SPD).
Alfred Schmidt besuchte eine Volksschule und machte eine Lehre als Schlosser und Mechaniker. Er trat 1923 dem Deutschen Metallarbeiter-Verband (DMV) und 1927 der SPD bei. Ab 1927 arbeitete er als Schlosser bei den Berliner Verkehrsbetrieben (BVG). Nach der „Machtergreifung“ der Nationalsozialisten 1933 wurde Schmidt aus politischen Gründen gemaßregelt. Von 1934 bis 1943 arbeitete er als Mechaniker bei Heliowatt, den Deutschen Industriewerken und bei Osram. Anschließend wurde er von der Wehrmacht eingezogen.
Nach dem Zweiten Weltkrieg arbeitete Schmidt wieder bei der BVG und wurde dort Betriebsrat. Bei der ersten Berliner Wahl 1946 wurde er in die Stadtverordnetenversammlung von Groß-Berlin gewählt, Ende 1950 schied er aus.